# 通厄倫的貢多夫
貢多夫（拉丁語：Gondulphus；—607年），又稱為「通厄倫的貢多夫」或聖貢多夫，6世紀末至7世紀初法蘭克王國宗教人物，曾任通厄倫（今比利時林堡省）主教，死後被封為聖人，紀念日為7月16日。  

## 生平
貢多夫的早年記錄已佚失。據11世紀的《貢多夫行傳》（Gesta episcoporum Tungrensium）記載，他於599年至607年間擔任通厄倫主教，接替埃伯吉瑟爾（Ébergisel），後由阿芒繼任.。  
貢多夫與科隆古代國王的一個分支有關，是弒父者克洛德里克的後裔。他是蒙德里克的兒子，博多吉塞爾的兄弟。博多吉塞爾（Bodogisel）和貢多夫兩兄弟在國王克洛泰爾一世的宮廷中長大，地點可能是在蘇瓦松。
貢多夫可能參與了克洛泰爾二世統治時期的法蘭克教會改革，並與聖科隆邦等修道院領袖有聯繫。部分中世紀文獻稱其以「虔誠與嚴守戒律」著稱。  